# Огненный ангел (опера)
«О́гненный а́нгел», op. 37 — опера в пяти действиях русского композитора Сергея Прокофьева на собственное либретто по одноимённому роману Валерия Брюсова. Произведение создавалось в 1919—1927 годах. Как и в случае с некоторыми другими сочинениями композитора для музыкального театра, сценическое воплощение оперы столкнулось с рядом сложностей. Долгие годы театры не отваживались на постановку пронизанного страстью и оккультизмом «Огненного ангела». Мировая премьера состоялась 15 сентября 1955 года в театре Ла Фениче, Венеция.

## История создания

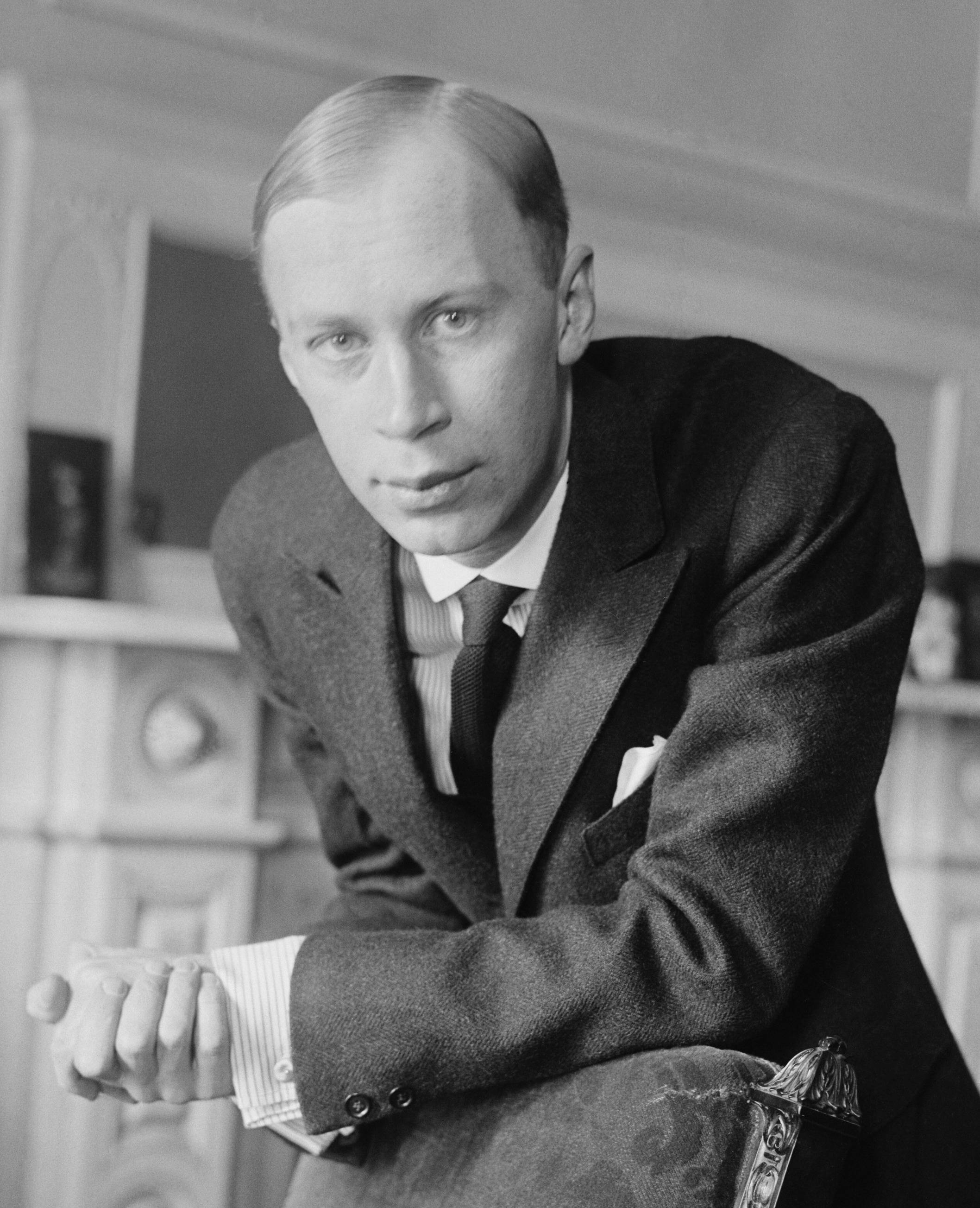
С. С. Прокофьев

Побудительным мотивом создания оперы «Огненный ангел» стал отказ от постановки в США «Трёх апельсинов» в декабре 1919 года. В конце ноября композитору попала в руки и весьма его увлекла «очень хорошая» русская книга — роман Брюсова «Огненный ангел». Обдумывание сценария новой оперы и начало сочинения музыки к ней совпало по времени с установлением более тесных отношений с будущей женой Сергея Прокофьева Линой Коди́ной в декабре 1919 года, но по различным причинам создание «Огенного ангела» растянулось на годы. В оперу была включена тема начатой в Японии скрипичной сонаты, когда в конце февраля 1920 года Прокофьев решил прекратить работу над этим камерным сочинением. В апреле 1920 года на предварительном прослушивании в Метрополитен-опере ни одна из предложенных опер Прокофьева — «Игрок», «Любовь к трём апельсинам», «Огненный ангел» — не была принята для постановки. Несмотря на это композитор не отбросил замысел и продолжил работу над ним после переезда из США в Европу даже тогда, когда С. П. Дягилев, В. В. Маяковский, И. Ф. Стравинский и П. П. Сувчинский не только скептически относились к замыслу Прокофьева, но и ругали его за то, что он сочиняет оперу по сюжету В. Я. Брюсова. В марте 1922 года Прокофьев переехал в баварский посёлок Этталь, где обвенчался с Линой Кодиной и продолжал сочинять оперу. В Эттале в 1922—1923 годах был создан главный материал «Огненного ангела», завершена его 1-я редакция.
Несколько лет спустя выяснилось, что заинтригованный брюсовским сюжетом Прокофьев взялся за сочинение оперы, ничего не ведая о реальных прототипах героев романа. Только в 1926 году в Париже, позируя Остроумовой-Лебедевой при создании своего портрета, композитор узнал от художницы о тайнах любовного треугольника — Брюсове (Рупрехт) и влюблённой в Андрея Белого (Генрих) живущей в Париже Нине Петровской (Рената), — использовавшихся Брюсовым для создания сюжета романа. В октябре 1926 года после успешной премьеры оперы «Любовь к трём апельсинам» в Берлине Бруно Вальтер весьма заинтересовался постановкой «Огненного ангела» в Берлинской опере, которую запланировал на 1 апреля 1927 года. Всё это, а также противоречие сюжета мировоззрению христианской науки, стало мотивом для пересмотра замысла сочинения, внесения изменений в партитуру и завершения инструментовки, что привело к появлению 2-й редакции оперы. 14 сентября 1927 года клавир «Огненного ангела» был готов к отправке в нотоиздательство, а 18 сентября Прокофьев сел за «Игрока». Осенью 1927 года Бруно Вальтер отменил постановку, сославшись на то, что композитор задержал партитуру.
Единственный раз при своей жизни Прокофьев смог услышать лишь фрагмент 2 действия «Огненного ангела» в Париже 14 июня 1928 года, когда партию Ренаты исполнила Нина Кошиц с оркестром под управлением Сергея Кусевицкого. В тот вечер на исполнении в концертном зале Плейель присутствовали Наталья Гончарова и Михаил Ларионов, Николай Обухов, Владимир Дукельский, Александр Боровский, Леопольд Стоковский, Томас Бичем. В письме американскому музыкальному критику Олину Даунзу (или Даунсу — Olin Downes) Сергей Кусевицкий писал, что опера, даже и в отрывках, «…воспламенила аудиторию». Тем не менее, Сергей Дягилев и Пётр Сувчинский музыку не приняли. В наиболее обстоятельной рецензии того времени Борис Шлёцер отметил тесную связь и противоборство между драматическим развитием на сцене и симфонизмом оперы. В «Дневнике» композитор записал, что выступление ему понравилось и было успешным.
В 1930 году во время нового тура Прокофьева по Америке Джулио Гатти-Касацца из Метрополитен-опера предложил поставить «Огненного ангела», но эта идея также не реализовалась. В целом Прокофьев испытал большие трудности с постановкой этой оперы. Многочисленные попытки её сценического воплощения не увенчались успехом по различным причинам. В. С. Гаврилова указывала, что в концертном исполнении опера впервые прозвучала в Париже в ноябре 1953 года в Театре Елисейских Полей с участием Филармонического оркестра Радио Франции, но также встречается иная датировка события — 25 ноября 1954 года. Текст либретто исполнялся на французском языке, оркестром управлял Шарль Брюк.
При жизни Прокофьева партитура «Огненного ангела» не была опубликована, поскольку нотоиздатели композитора Кусевицкий и Пайчадзе не были уверены в окупаемости затрат на её выпуск. Авторский клавир сочинения был выпущен в 1927 году нотоиздательством «А. Гутхейль». Но даже после этого Прокофьев вносил коррективы в партитуру, что продолжалось до 1930 года.

## Действующие лица
- Рупрехт, рыцарь (баритон).
- Рената, его возлюбленная (драматическое сопрано).
- Хозяйка придорожной гостиницы (меццо-сопрано).
- Гадалка (меццо-сопрано).
- Агриппа Неттесгеймский (высокий тенор).
- Иоганн Фауст, доктор философии и медицины (бас).
- Мефистофель (тенор).
- Настоятельница монастыря (меццо-сопрано).
- Инквизитор (бас).
- Яков Глок, книготорговец (тенор).
- Матвей Виссенман, университетский товарищ Рупрехта (баритон).
- Лекарь (тенор).
- Работник (баритон).
- Хозяин таверны (баритон).
- Граф Генрих (без пения).
- Крошечный мальчик (без пения).
- Три скелета, три соседа, две юные монахини, шесть монахинь, свита инквизитора, хор монахинь, женский и мужской хоры за сценой[11].

## Содержание
Действие происходит в XVI веке в Германии, история касается молодой женщины по имени Рената, которая влюбляется в «Огненного ангела», который, как она считает, явился к ней во времена её детства. Позже она отождествляет «Ангела» с графом Генрихом, который принимает её как свою любовницу, а затем покидает её.
Рената привлекает рыцаря Рупрехта, чтобы помочь найти её «Ангела». Хотя она считает, что её мотивы являются святыми, присутствие Фауста, Мефистофеля и разнообразных демонов говорит об обратном. Её страстное стремление ведет её и верного, влюбленного Рупрехта в глубь сферы оккультизма. После многих странных приключений Рупрехт спасается, но Ренату инквизиция осуждает на огненную смерть на костре.

## Постановки
- 1955 — 14 сентября мировая премьера (на итальянском языке) в театре Ла Фениче в Венеции на Венецианском фестивале современной музыки, режиссёр — Джорджо Стрелер, дирижёр — Нино Сандзоньо.
- 1959 — постановка в Сполето (на итальянском языке). Дирижёр Иштван Кертеш, режиссёр Франк Корсаро, в главных ролях — Лейла Генчер и Роландо Панераи.
- 1965 — 24 сентября впервые в США в театре Нью-Йорк Сити Опера.
- 1983[К 1] — 30 октября впервые в СССР премьера в Пермском театре оперы и балета, режиссёр — Э. Е. Пасынков, дирижёр — А. М. Анисимов.
- 1984 — постановка в Большом театре имени Алишера Навои (Ташкент), режиссёр — Ф. Сафаров, дирижёр — Д. Г. Абдурахманова, художник-постановщик — Георгий Брим.
- 1987 — Los Angeles Opera.
- 1991 — 29 декабря премьера в Мариинском театре совместной постановки с театром Ковент-Гарден, дирижёр — Валерий Гергиев, режиссёр — Дэвид Фриман, художник-постановщик — Дэвид Роджер; Рупрехт — Сергей Лейферкус, Рената — Галина Горчакова[12].
- 2004 — 24 апреля премьера в Большом театре, дирижёр-постановщик — Александр Ведерников, режиссёр-постановщик — Франческа Замбелло, художник-постановщик — Георгий Цыпин, художник по костюмам — Татьяна Ногинова[13].

## Записи
Опера была несколько раз записана — под управлением Шарля Брюка, Валерия Гергиева, Неэме Ярви.

## Использование музыки
О воплощении музыкального материала оперы в симфонии Прокофьев задумывался ещё в то время, когда сомневался в реализации самого замысла «Огненного ангела» и подумывал сжечь его партитуру, как Гоголь в случае со вторым томом «Мёртвых душ». Наиболее весомой причиной использования музыки оперы для создания Третьей симфонии стал отказ Бруно Вальтера в октябре 1927 года от постановки «Огненного ангела» в Берлине и невозможность услышать произведение со сцены театра.

## Телефильм
24 декабря 1993 года на телеэкранах Великобритании и России был показан телевизионный фильм-опера «Огненный ангел», снятый на основе совместной постановки Мариинского театра и театра Ковент-Гарден 1991 года под музыкальным управлением Валерия Гергиева в постановке Дэвида Фримана, режиссёр телесъёмки Брайан Лардж.

## Комментарии
1. ↑  В некоторых источниках указан 1984 год